# Granado (Burgos)
Granado es un despoblado que actualmente forma parte del municipio de Condado de Treviño, en la provincia de Burgos, Castilla y León (España).

## Toponimia
También ha sido conocido con el nombre de Granao.

## Historia
Documentado desde el siglo XIII, y situado cerca de Albaina, se despobló en ese mismo siglo a causa de una epidemia de cólera.